# 量子不変量
数学の一分野である結び目理論において、結び目、あるいは、絡み目の量子不変量（りょうしふへんりょう、英: quantum invariant）は、結び目補空間の手術(surgery)の表現である色つき(colored)ジョーンズ多項式の線型和である

## 不変量の一覧
- 有限型不変量（ヴァシリエフ不変量）
- コンツェビッチ不変量
- カシャエフ不変量
- ウィッテン・レシェーティキン・トラエフ不変量 (チャーン・サイモンズ理論)
- 不変微分作用素（英語版）[4]
- ロザンスキー・ウィッテン不変量
- デーンの不変量
- LMO不変量[5]
- トラエフ・ヴィロ不変量
- ダイグラーフ・ウィッテン不変量[6]
- レシェーティキン・トラエフ不変量
- τ不変量
- I-不変量
- クラインJ-不変量
- 量子アイソトピー不変量[7]
- エルマコフ・ルイス不変量（英語版）
- エルミート不変量
- 有限型不変量のグサロフ・葉広理論
- 線型量子不変量（直交函数不変量）
- Murakami–Ohtsuki TQFT
- キャッソン不変量（一般キャッソン不変量）（キャッソン・ウォーカー不変量）
- コバノフ・ロザンスキー不変量
- ホンフリー多項式
- K-理論不変量
- アティヤ・パトーディ・シンガーのη不変量
- 結び目不変量（絡み目不変量）[8]
- サイバーグ・ウィッテン不変量
- グロモフ・ウィッテン不変量
- アルフ不変量（英語版）
- ホップ不変量（英語版）

## 読書案内
- Freedman, Michael H. (1990). Topology of 4-manifolds. Princeton, N.J: Princeton University Press. ISBN 0691085773
- Ohtsuki, Tomotada (December 2001). Quantum Invariants. World Scientific Publishing Company. ISBN 9789810246754